# Mehdi Guerrouad
Mehdi Radouane Guerrouad (født 20. september 1981) er en fodboldspiller der er født i Frankrig, men har statsborgerskab i Algeriet og Qatar.

## Karriere i Danmark
I november 2003 kom han til prøvetræning hos Viborg FF, efter at hans kontrakt med den belgiske 1. divisonsklub La Louviere var udløbet. Træner Ove Christensen kun lide hvad han så hvilket i januar 2004 resulterede i en 1-årig kontrakt med klubben.
Han var ikke i starten tænkt som en stamspiller på holdet, og kom i foråret 2004 kun på banen 2 gange.
En alvorlig skade hvor han fik revet sit forreste korsbånd over i det højre knæ under træningen i juli 2004  satte spilleren meget tilbage i sin udvikling. Han spillede ikke kampe i hele efteråret, men klubben valgte alligevel at forlænge kontrakten med et halvt år.
Det blev kun til 41 minutters superliga-spilletid over 2 kampe i april 2005, inden opholdet i Viborg Fodsports Forening og Danmark var slut efter 1½ år i klubben.